# 20世纪
| 千纪： | 1千纪 \| 2千纪 \| 3千纪                                                                                              |
| 世纪： | 17世纪 \| 18世纪 \| 19世纪 \| 20世纪 \| 21世纪 \| 22世纪 \| 23世纪                                                   |
| 年代： | 1900年代 \| 1910年代 \| 1920年代 \| 1930年代 \| 1940年代 \| 1950年代 \| 1960年代 \| 1970年代 \| 1980年代 \| 1990年代 |

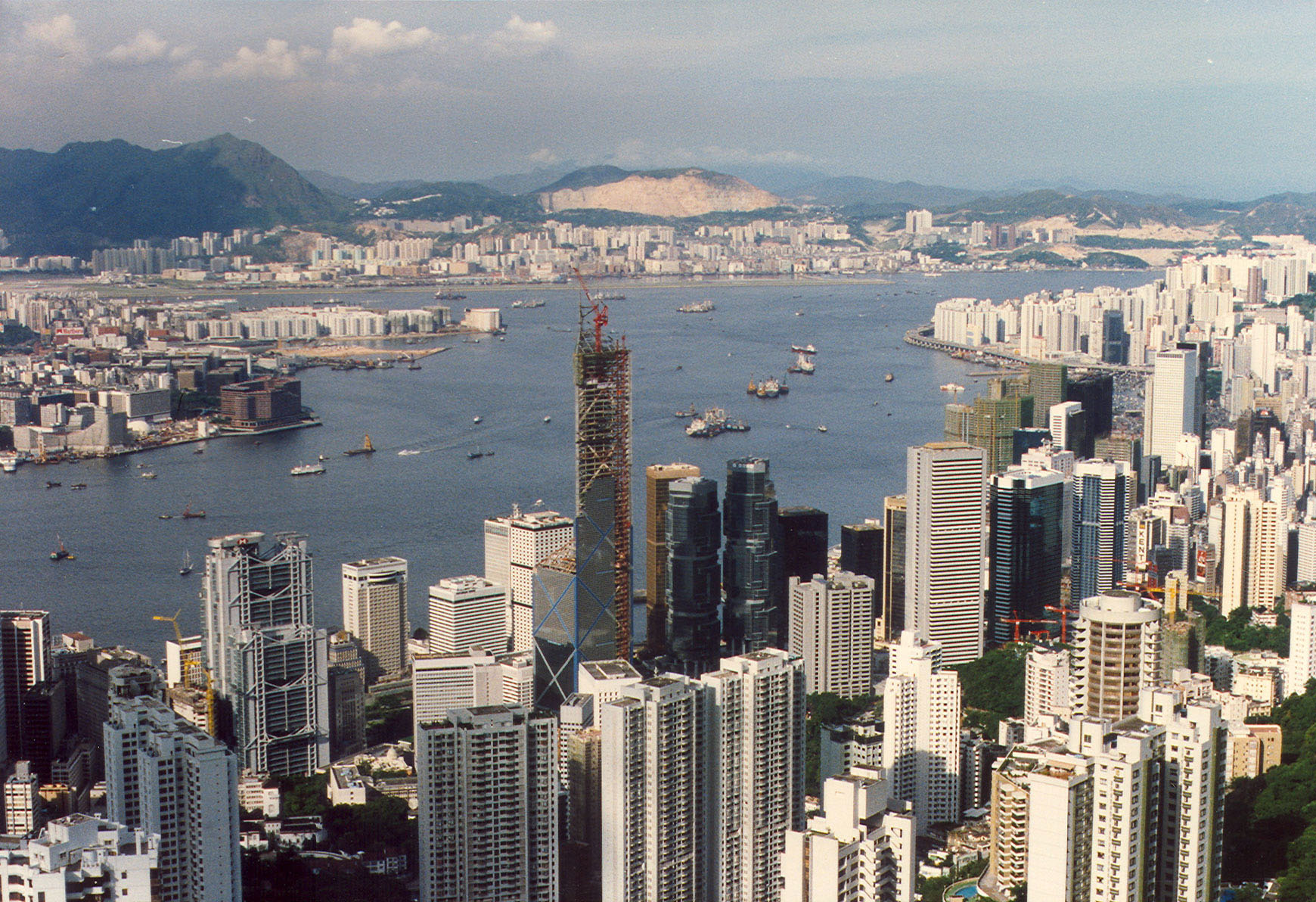
1988年從二戰中重新興盛的香港，20世紀技術變革使生活發生翻天覆地的變化，經濟的繁榮前所未有，也讓全球移民紛紛前來，文化也受到千百年以來最大的衝擊。

1901年1月1日至2000年12月31日的这一段期间被称为20世纪。該世紀最初屬於「不列顛治世」後期，是工業革命大爆發的年代，識字率大量提升，科學研究一日千里，人類學會了製造航天器與各種電器、開發出了各種新材料等，徹底顛覆了人類的生活。該世紀有全球战争与军事对峙（两次世界大战、冷战）；此外，共产主义与资本主义的对立影响人们深远，并却促使后者在经济与社会上多重的修正与省思，最終取得了勝利；该世纪的殖民主义也曾发展到极致，却在1960年代后因為美蘇的介入迅速瓦解，然而殖民地獨立後的矛盾卻讓戰爭遍佈。環境因為人類過度開發造成全球暖化與生態滅絕、臭氧層破壞等，也促進了環保主義的發展，帶動了新世紀文化。資本驅動傳媒技術的普及，引領了現代大眾文化的形成，形成了與傳統價值觀截然不同的景象，宗教也逐漸式微。

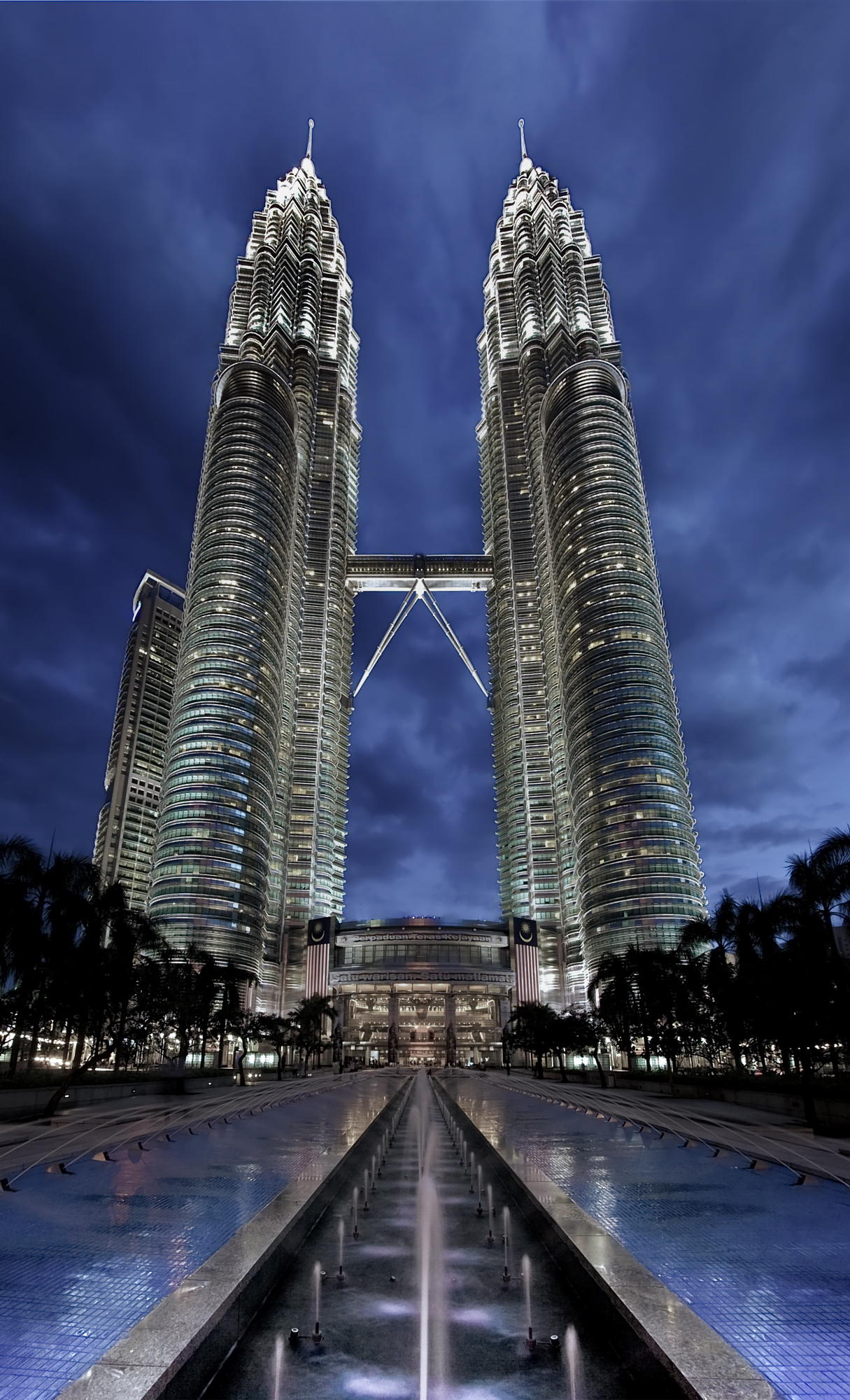
20世纪最高的摩天大楼：双峰塔（位于马来西亚首都吉隆坡）

二十世紀初，由英法為首的20多個新帝國主義領導著全世界，1914年，新興的德意志帝國由於不滿自身地位而挑戰大英帝國，以及因奧匈帝國吞併波士尼亞地區後引發的塞拉耶佛事件，及各帝國的領土爭端，爆發第一次世界大戰。在一戰結束後的1921年，英國根據巴黎和會託管德國殖民地而達到領土面積最大時期，成為了世界歷史上面積最大、跨度最廣的國家。由於帝國的領土、屬土遍及包括南極洲在內的七大洲、五大洋，有「英國的太陽永遠不會落下」的說法，所以被形容為繼西班牙帝國之後的第二個「日不落帝國」。到20世紀中期，隨着全球民族主義運動的興起，與英國日漸式微的國力，令很多極權主義崛起，如共產主義，從而令俄羅斯帝國在一戰後建立了蘇聯。納粹德國、意大利王國、日本帝國及其東歐盟友等軸心國企圖在世界建立新秩序，日本首先侵華，德國向整個欧洲侵略，意大利企圖重建羅馬帝國並入侵巴尔干半岛及英法殖民地，東歐的匈牙利、羅馬尼亞、保加利亚和亞洲的泰國向德意日靠攏，並與英美蘇為首的盟軍对抗，二戰的爆發，令歐亞非的破壞造成大英帝國與歐洲殖民國家逐漸瓦解，但该世纪广布欧洲的民族主义风潮传到亚洲、非洲与大洋洲，導致戰後民族革命獨立的風氣，大量第三世界新國家出現。殖民地資本主義的不公造成社會主義國家陸續獨立，引發了美蘇冷戰，並因此各國從战争崛起引發多場危機和战争如韓戰、越战、匈牙利革命、古巴導弹危機、等等，直至世紀末蘇聯解体及東歐共產國家倒台，經濟的重心也由歐洲向西邊轉移至美洲與東亞。而知识爆炸與教育的系統化普及，则使前所未有的人們能接受知识，讓民主制度被廣泛採用，并质疑与检讨各学科的发展和研究与更好的生活品质，部分华人迁到北美与东南亚、澳洲，许多土耳其与北非地区人民移居西欧，歐洲則通過歐盟整合為一，不少的西班牙裔透过合法或非法的方式进入美国。这些人口的流动打破过去以种族划分的地理概念，這場全球化使得國界變得模糊，却也造成许多工业国家内部的社会问题。文化衝突使得恐怖主义在全球盛行，尤其透过网路等资讯媒体，造成美国与小数其他西方国家的恐慌，并使下个世纪初蒙上恐惧的阴影。

## 重要事件、发展与成就

### 科学技术
参看20世纪的科学成就、20世纪的科学演变年表
- 汽车工业以及其他工业开始使用流水装配线。这种大规模的生产使商品价格降低，产出更多。汽车也因此成为重要的交通工具。

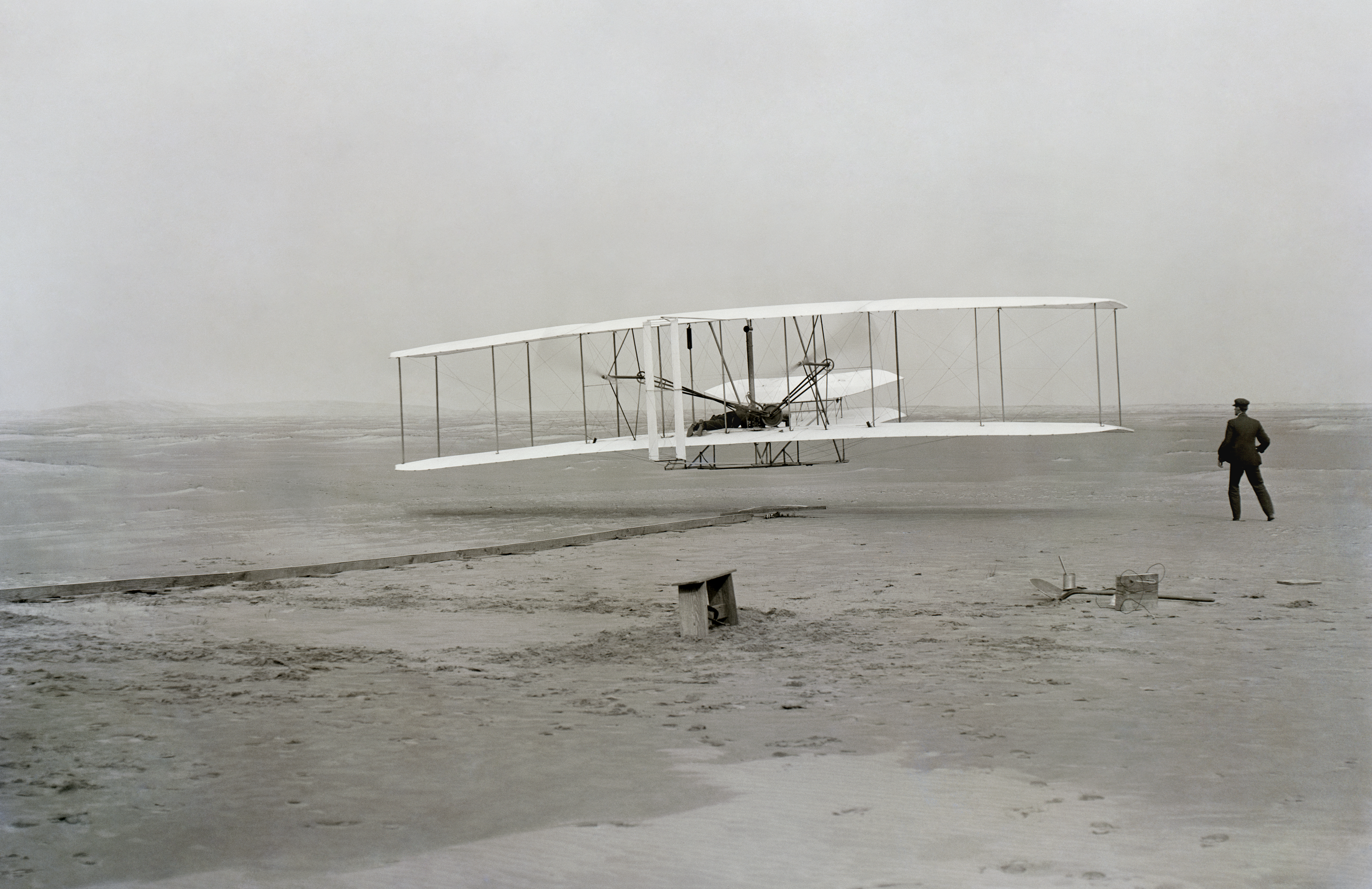
飞机的首次飞行

- 机动飞机在1903年面世后，国与国之间的距离拉近；随着航空科技不断进步，带给人类不少方便，但也引发很多污染问题、石油危机等，及航空科技应用于军事上，于二十世纪的两次全球性战争中带来不少大规模破坏。
- 航天器的发明让世界变小了。太空船则带领人们向宇宙迈进，对宇宙进行的探索让我们更了解地球以外的世界。
- 电台、电视及电影等大众传媒的普及为人类带来巨大影响，它们娱乐大众，同样可以传播各种政治信息。
- 杀虫剂、化学肥料的发明大大提高了农业产值，也带来的新的环境污染。
- 在基础物理学领域内的重大发现，例如相对论和量子物理学为人类带来了核武器、核动力及激光的发明。
- 电腦的出现并且进入社会各个领域，极大地改变了社会的日常面貌。
- 宇宙学取得巨大进展，“大爆炸”理论被创立，人类开始研究宇宙的起源。
- 洗衣机、空调、冰箱、电视等电器的发明大大提高了人们的生活品质。
- 90年代互联网的兴起，极大幅度的影响了人类的生活。

### 战争与政治
战争
- 1904-1905年日本与俄国爆发日俄战争，日本获得最终胜利，也是近代史上非欧洲国家首次战胜欧洲强国。
- 1914-1918年第一次世界大战爆發。德国、法国、英国、美国、俄国等几乎所有重要的西方工业化国家卷入了第一次世界大战。協約國戰勝，同盟國戰敗。德意志帝國、俄羅斯帝國、鄂圖曼帝國及奧匈帝國瓦解。
- 1930年代德国、意大利、日本極權主義崛起，對外擴張，如1938－1939年德國吞併奧地利及捷克、1931年的九一八事變、1936年意大利吞併衣索比亞、1937年淞滬會戰，國民革命軍對抗日軍入侵，八年抗戰開打。
- 1939-1945年第二次世界大戰爆發。同盟國戰勝，軸心國戰敗。

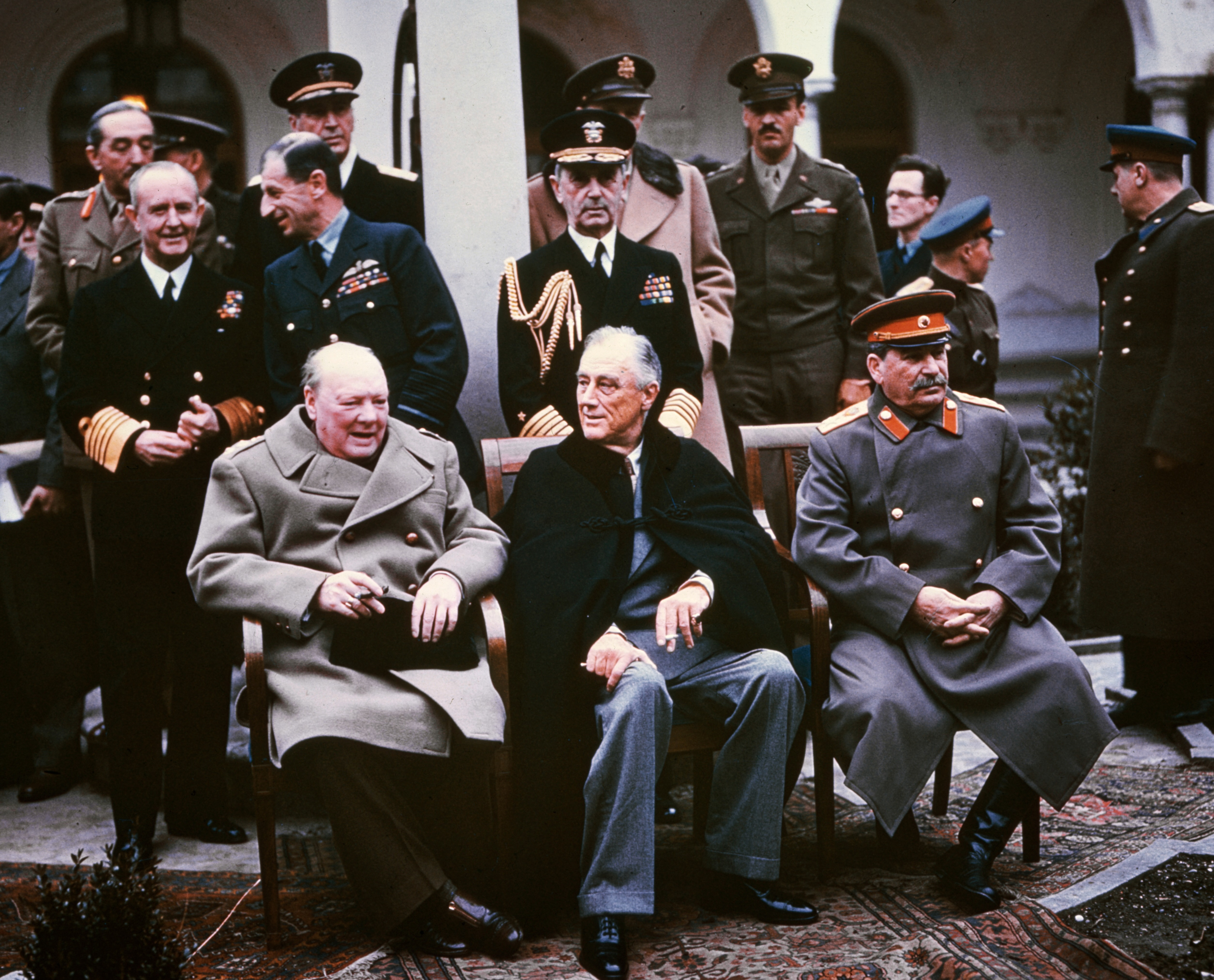
雅爾達會議

- 1945-1991年冷戰出現，世界出現冷戰格局。
  - 1945年后，最大的社会主义国家苏联成为政治、军事上的强国。共产主义思潮也向全球其他地区蔓延：中国、东欧、古巴和中南半島地区相继成为社会主义国家，与西方国家的资本主义相衝突，冷戰爆發。
  - 冷戰期間，由美國領導的资本陣營與由蘇聯領導的共產陣營對峙，美蘇兩強不斷在世界各地尋求盟邦，因而引發了許多的「間接戰爭」。

  1. 1950-1953年的朝鲜战争。
  2. 1948-1961年的柏林危機。
  3. 1962年的古巴飛彈危機。
  4. 1955-1975年的越南戰爭，最後北越的越南共產黨政權統一全國，越南正式成為一黨制的社會主義国家。

  - 20世纪90年代初共产主义阵营的瓦解使美国成为仅存的超级大国。冷战导致苏联、南斯拉夫和捷克斯洛伐克等社会主义国家的解体。
  - 1990年代發生南斯拉夫內戰，為歐洲本土在20世紀最後一次大規模戰爭，南斯拉夫聯盟共和國的塞爾維亞政府主張大塞爾維亞主義，推行一系列針對非塞爾維亞人的種族清洗政策，引起多場戰爭，逼得聯合國介入衝突。塞爾維亞不敵，被迫容許南斯拉夫其他加盟國脫離，令南斯拉夫解體。其後部分成員國加入歐盟及北約。
- 1948年散居各地二千年的犹太人在祖先的土地上建立了自己的国家以色列。他们与阿拉伯人的冲突至今未能解决，并有不断扩大的趋势，造成多場以阿戰爭，由於中東擁有石油等豐富天然資源，中東衝突導致世界局勢持續緊張。

政治
- 1901-1911年滿清政府計劃立憲，推行憲政計劃，史稱晚清改革，但成效不彰。
- 1902年英日同盟。
- 1904年英國、法國簽訂英法摯誠協定。
- 1907年英國、俄國簽訂英俄協定，三國協約組成。
- 1911-1912年中國辛亥革命，推翻滿清，亞洲第一個共和國中華民國成立。

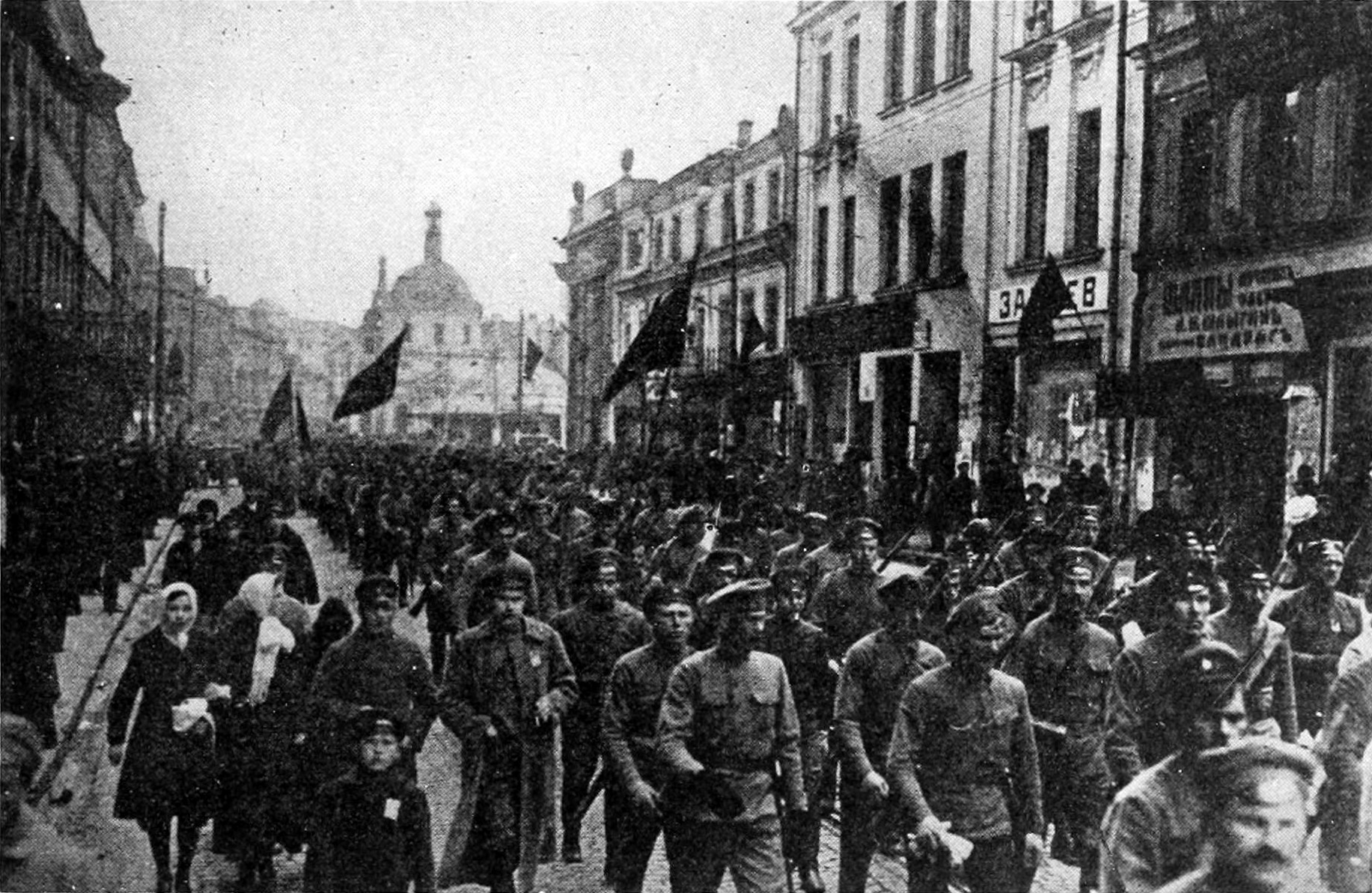
十月革命

- 1917年2月，俄羅斯帝國人民自發革命，革命黨人嚮應，推翻帝俄政權，成立西式的臨時政府，但為期短暫。国内对腐朽政权不满导致了社会主义在俄国的兴起，社會民主勞工黨在同年11月7日（俄曆10月25日）發動十月革命，推翻臨時政府，成立世上第一個共產主義國家。
- 一次大戰後，民主成為1920年代的潮流。日本出現大正民主、德國成立威瑪共和，但為期短暫，不久先後走上法西斯軍國主義道路。
- 1933年：希特勒成為德國元首，第三帝國成立。
- 1945年：聯合國成立。
- 非殖民地化，在非洲和亚洲建立了许多个独立的新国家。这些国家在冷战中往往与美国或苏联结盟，以求軍事及經濟援助。
- 欧洲一体化：欧盟的成立以及欧元的使用，使歐洲國家日漸統合，但各國之間的不信任依舊存在。
- 1949年中国内战结束，中国共产党取得胜利并于中国大陆成立中华人民共和国，中國國民黨撤退台灣，仍保持中華民國國號。
- 1949-1976年中国共产党在中國發動多起群眾運動，如：土地改革运动、鎮壓反革命运动、肃反运动、反右运动、大躍進、四清运动、文化大革命等其它运动，造成数千萬中国人非正常死亡。
- 1965年：新加坡脫離馬來西亞聯邦獨立，成立新加坡共和國。
- 1969年马来西亚首都吉隆坡发生严重的种族冲突，政府颁布紧急状态。1970年独立周年前夕，首相东姑阿都拉曼于9月21日被逼宣布辞职下台，由阿都拉萨继任为首相。
- 1978年中国共产党十一届三中全会召开，中國進入改革开放時期，經濟恢復發展。
- 1989年：日本裕仁天皇病歿（昭和64年），皇太子明仁即位，改元平成；立陶宛脫離蘇聯，恢復獨立。

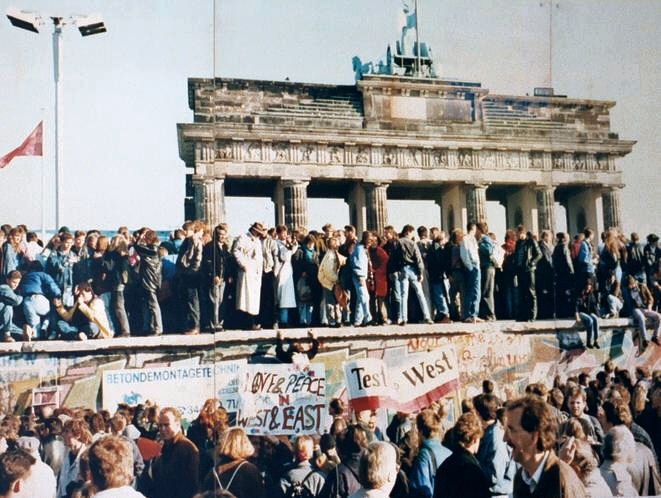
柏林圍牆倒塌

- 1990年：兩德統一；拉脫維亞與愛沙尼亞脫離蘇聯，恢復獨立。
- 1991年南非黑人進行多年奮鬥後，從白人政府中取得政治平等權利，並于1994年首次不分種族的自由選舉中，選出第一位黑人總統曼德拉；12月25日，蘇聯解體
- 1993年：歐洲聯盟成立。
- 英國和葡萄牙政府根據和中國政府的協定，分别于1997年和1999年，把香港和澳门移交中国。

### 文化娱乐
- 电影、音乐和媒体对时尚潮流以及生活的方方面面都有重大影响。很多电影、音乐等娱乐产品都来自美国，尤其是好莱坞的电影在世界各地广为传播，因此美国文化得以在全球发展。
- 最早在美国和欧洲开始的女权运动愈演愈烈，女性取得更高地位。
- 现代艺术更多样化，抽象派、印象派、立体主义、行为艺术等越来越受到传统主流艺术界的重视。
- 汽车大大提升了运输能力，很多城市的规划中，汽车是主要的交通工具。汽车（尤其是私人汽车）的普及程度已经成为现代社会的标志。
- 体育不再是富人的享乐，而越来越成为社会的重要组成部分。收看体育赛事、参与体育活动已经成为普通人的重要娱乐项目之一。
- 在中華人民共和國，開始使用簡化字取代繁體字。

### 社會與經濟
社會
- 1919年中國五四運動爆發。
- 中國群眾運動：1976年四五运动、1989年六四天安门事件。
- 1994年南非黑人進行多年奮鬥後，從白人政府中取得政治權利，選出第一位黑人總統曼德拉。

經濟
- 1930年代经济大恐慌。
- 1973年石油危機。

### 疾病与医学

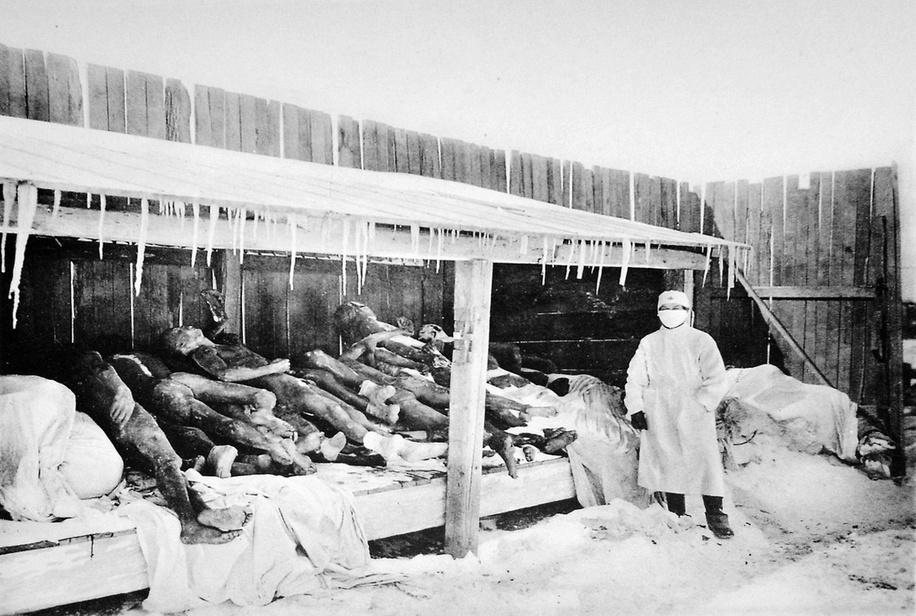
1910－1911年東北鼠疫的死者

- 人类在本世纪依然面对很多无法治愈的疾病。1918年－1919年在西班牙爆发的流行性感冒导致了2500万人的死亡。而爱滋病依然无法治愈，在很多国家，特别是发展中国家造成无数人的死亡。
- 医学的进步，如抗生素的发明，使人类免受更多疾病的困扰。避孕措施的广泛使用有效降低了人口增长，器官移植则挽救了许许多多病人的生命。DNA的发现使克隆（生物體複製）和基因工程的发展成为可能。

### 环境与自然资源
- 石油作为运输工具的燃料和塑料的原材料，在工业中广泛使用，石油成为宝贵的资源。中东，这个石油储量最多的地区，在20世纪后50年成为军事和外交的角力场。
- 天然能源的过度使用导致了严重的环境破坏，而空气污染则是全球温室效应和臭氧层破坏的元凶。森林的滥砍滥伐还使生物物种数量大幅度减少。随着开采科技的发展，人类在20世纪最后几年所能开采的天然资源要比20世纪初多出许多。

### 宗教與哲學
- 雷爾運動出現。
- 佛洛伊德發表《夢的解析》。

## 天災人禍

### 1900年代

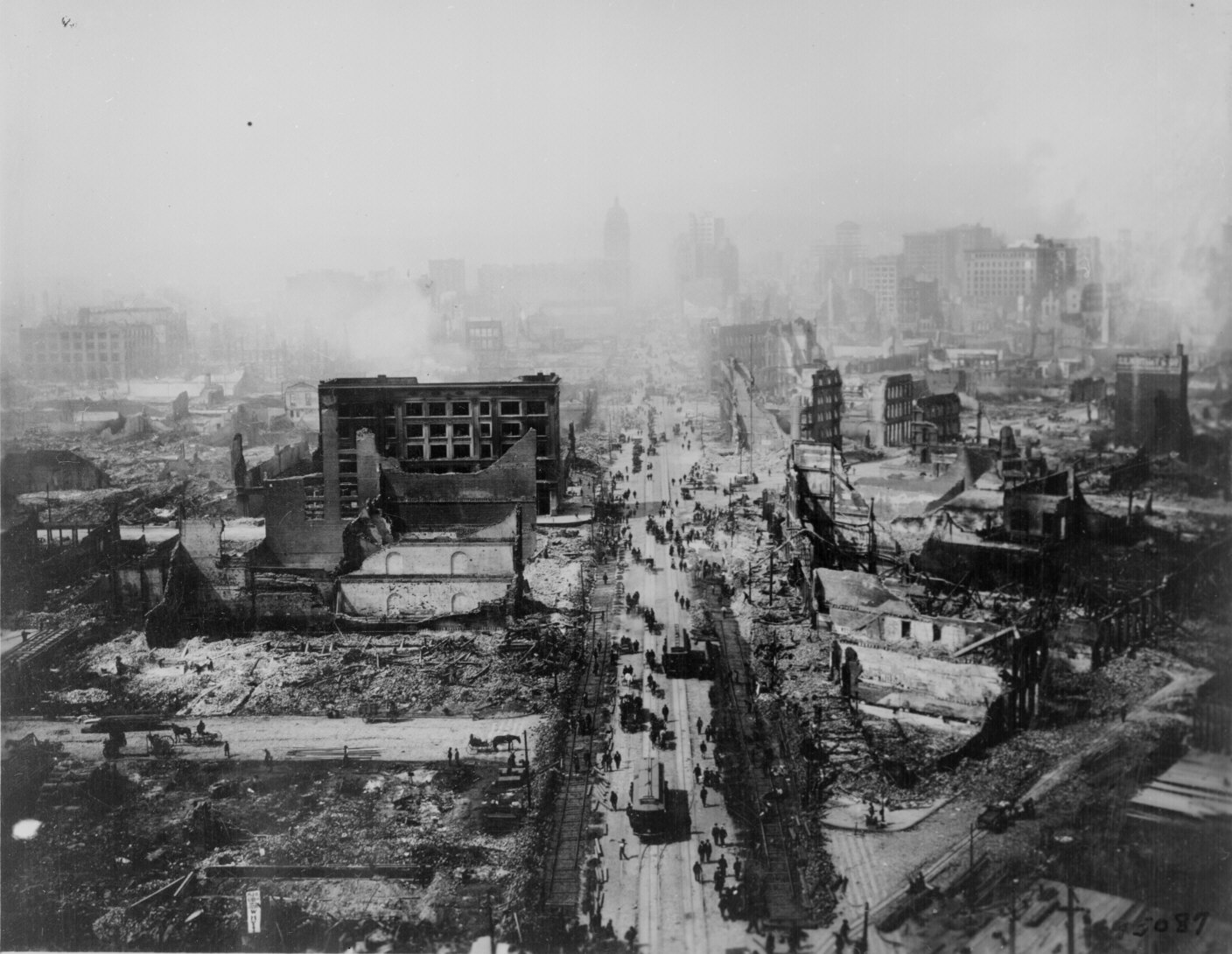
1906年旧金山大地震后的情景

- 1903年美國芝加哥易洛魁劇院大火
- 1906年美國舊金山大地震[1]
- 1906年香港丙午风灾
- 1908年意大利墨西拿地震[2]
- 1910年至1911年中国东北鼠疫[3]

### 1910年代

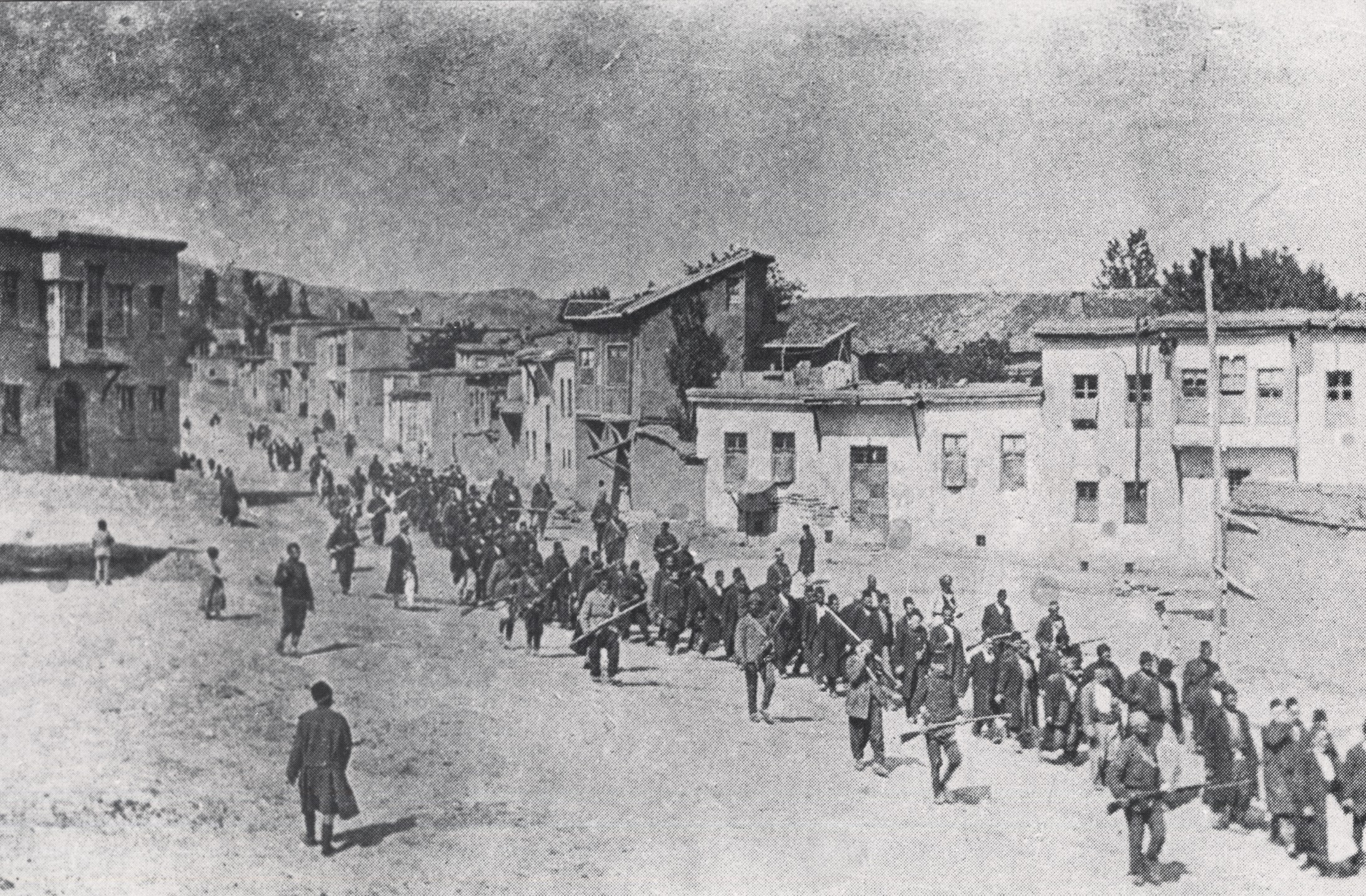
1915年亞美尼亞種族大屠殺中，土耳其士兵押送亞美尼亞平民往監獄

- 1912年英國鐵達尼號海難
- 1914年至1918年第一次世界大戰
- 1915年至1917年亞美尼亞種族大屠殺
- 1916年德克萨斯私刑事件
- 1918年至1920年西班牙流感大流行
- 1920年中国海原大地震[4]
- 1920年至1921年中国华北大旱灾

### 1920年代

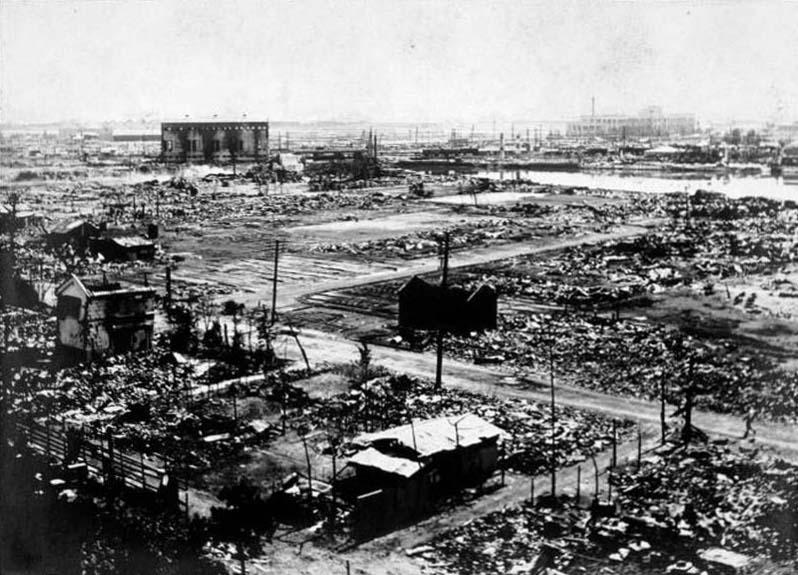
1923年关东大地震中，遭到摧毀的橫濱市區

- 1921年中国湖南饥荒
- 1921年中国宫家决口
- 1921年中国江淮大水
- 1922年中国汕头台风[5]
- 1923年日本關東大地震[6]
- 1925年中国大理地震
- 1927年中国古浪大地震[7]
- 1928年至1930年中国陕西饥荒
- 1928年中国济南惨案[8]
- 1929年至1933年全球經濟大蕭條

### 1930年代

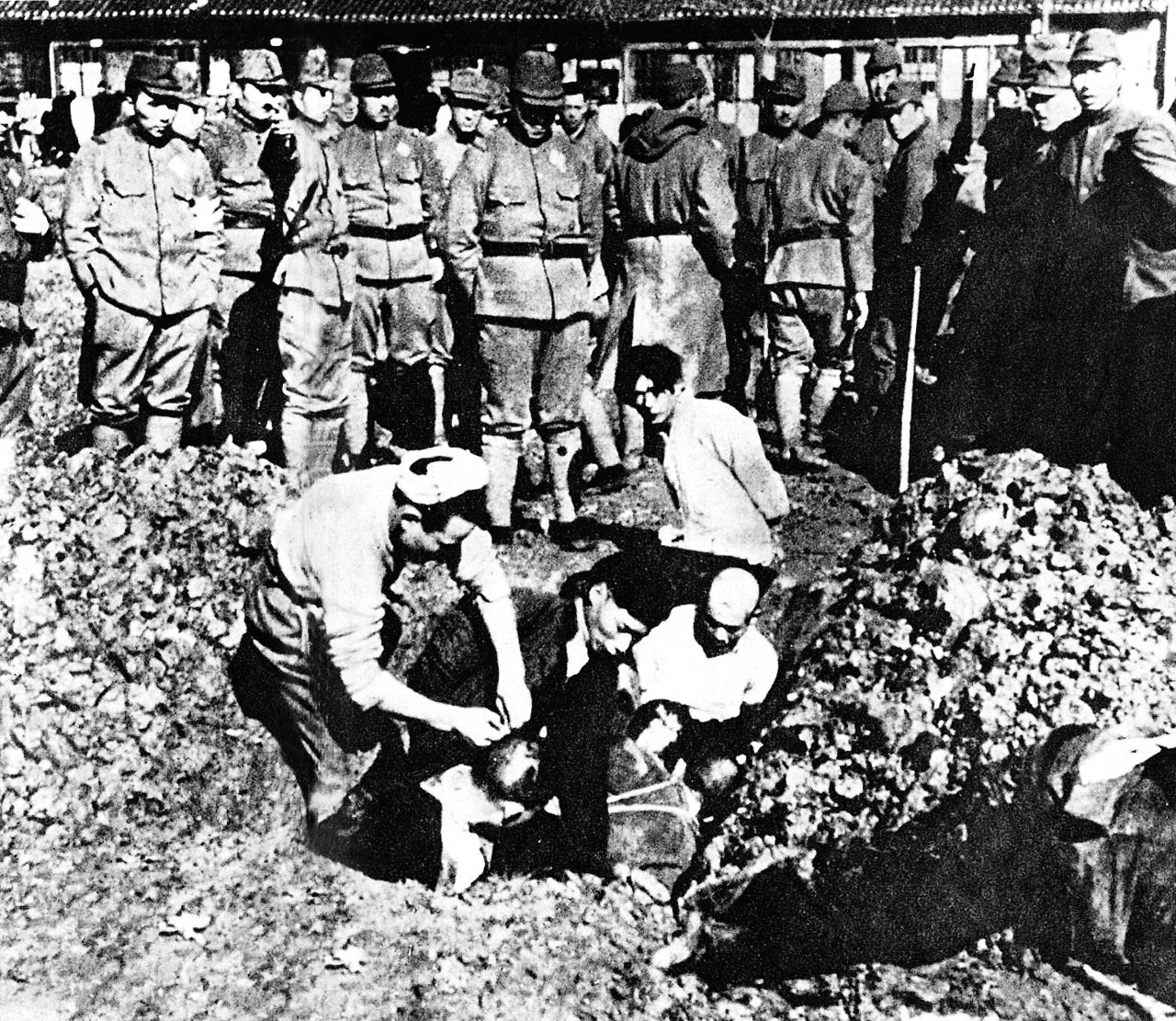
1937年南京大屠殺中，日軍強硬將中國平民押進坑中準備集體活埋。

- 1931年中国江淮水灾[9]
- 1931年中国富蕴地震
- 1932年中国昌马地震
- 1932年至1933年蘇聯烏克蘭大飢荒
- 1933年中国疊溪大地震
- 1935年中国长江洪水
- 1935年台灣新竹台中地震[10]
- 1937年中國南京大屠殺[11]
- 1938年中国花园口决堤
- 1938年中国长沙文夕大火
- 1938年至1944年中国重庆大轰炸[12]
- 1939年中国天津水灾[13]
- 1939年至1945年第二次世界大戰

### 1940年代

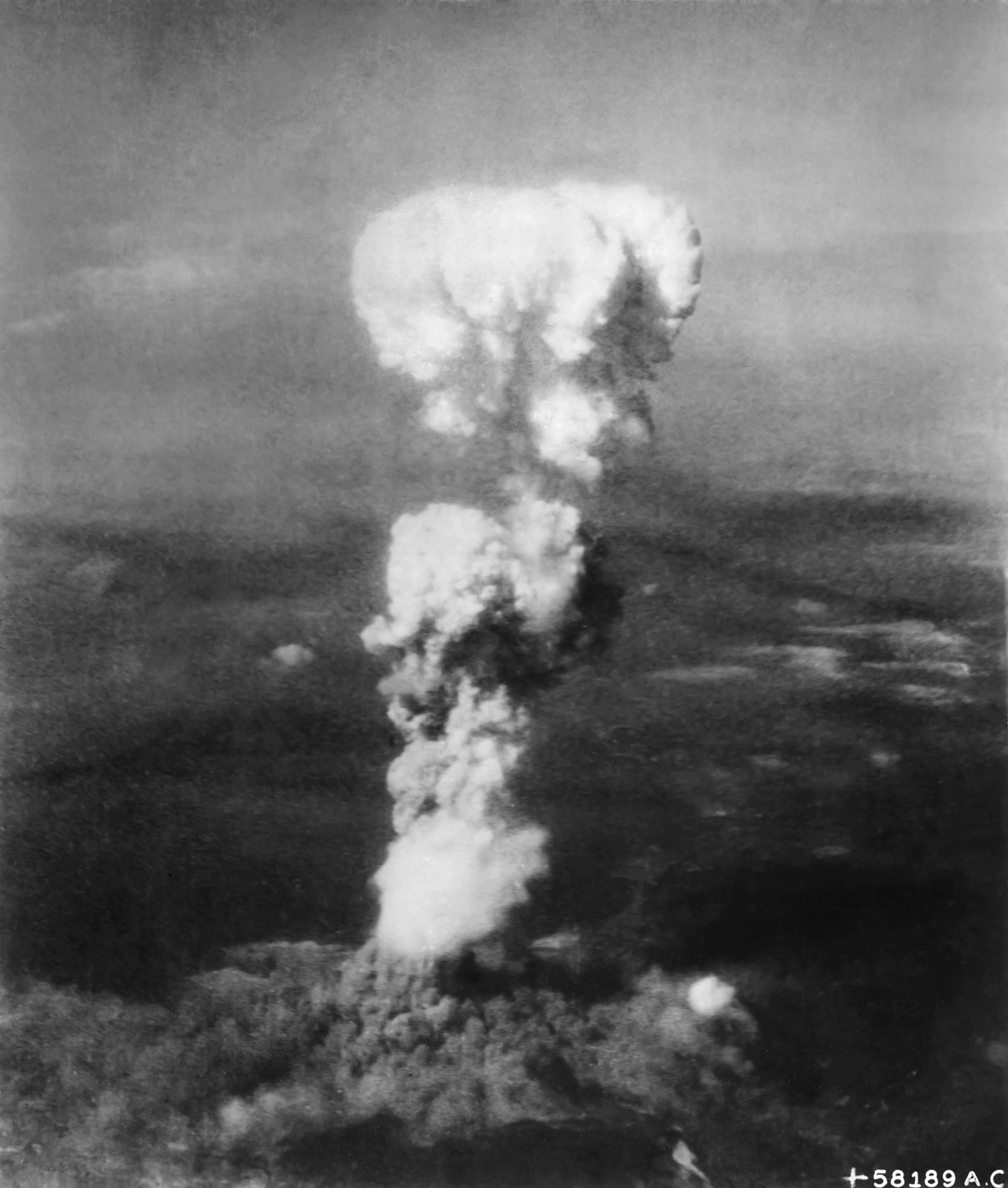
1945年廣島市原子彈爆炸

- 二戰納粹德國猶太人種族淨化大屠殺
- 1941年至1943年中国河南饥荒
- 1941年中国重庆隧道惨案
- 1942年满洲国本溪湖煤矿爆炸
- 1942年中国南石头大屠杀
- 1942年新加坡肃清大屠杀[14]
- 1943年中国厂窖惨案[15]
- 1945年威廉·古斯特洛夫號郵輪船難
- 1945年德國德勒斯登轟炸
- 1945年菲律宾马尼拉大屠杀[16]
- 1945年日本东京大轰炸
- 1945年日本沖繩島戰役中的集體自殺
- 1945年日本廣島市長崎市原子彈爆炸
- 1947年台灣二二八事件
- 1947年至1949年中國國共內戰

### 1950年代

中国大陆人口数量变化图。可以看到在“大跃进”期间出生率的大幅降低和死亡率的显著提高。

- 1950年至1953年朝鲜战争
- 1950年至1953年中国土地改革运动[17]
- 1950年至1951年中国镇压反革命运动[18]

- 1951年至1952年中国三反五反运动
- 1954年中国长江洪水[19]
- 1955年至1956年中国肃反运动
- 1955年至1975年越南战争
- 1956年匈牙利革命
- 1956年至1966年日本水俁病
- 1957年中国反右运动
- 1957年至1958年亚洲流感
- 1958年至1960年中国大躍進運動
- 1958年中国黄河洪水[20]
- 1959年至1961年中国三年大饥荒时期
- 1959年中国藏区骚乱
- 1959年伊勢灣颱風

### 1960年代

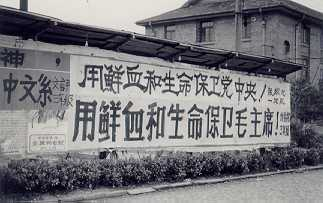
无产阶级文化大革命

- 1963年至1965年中国四清运动
- 1965年至1966年印尼反共大屠殺
- 1966年中国邢台大地震[21]
- 1966年至1976年中國文化大革命
- 1968年至1969年香港流感
- 1969年马来西亚五一三事件[22]
- 1969年马来西亚居銮水灾[23]
- 1970年波拉氣旋

### 1970年代
- 1975年至1979年紅色高棉大屠杀[24]
- 1975年中国河南“75·8”溃坝事件[25]
- 1976年中國唐山大地震[26]
- 1975年至1999年東帝汶大屠殺
- 1977年特內里費空難

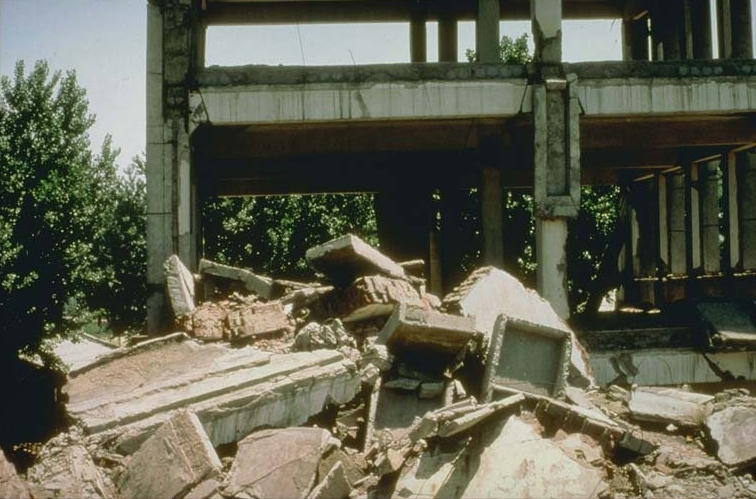
1976年唐山大地震后倒塌的楼房 (原唐山理工大学校内)

- 1977年中國伊犁农垦局六十一团场礼堂火灾
- 1979年至1989年蘇聯入侵阿富汗
- 1980年至1988年兩伊戰爭

### 1980年代
- 1981年至今愛滋病
- 1983年大韓航空007號班機空難
- 1984年印度博帕爾事件
- 1985年墨西哥墨西哥城大地震[27]
- 1985年日本航空123號班機空難
- 1986年蘇聯切尔诺贝利事故
- 1989年中國六四天安門事件
- 1990年至1991年波斯灣戰爭
- 1990年沙烏地阿拉伯麥加朝覲踩踏事故

### 1990年代

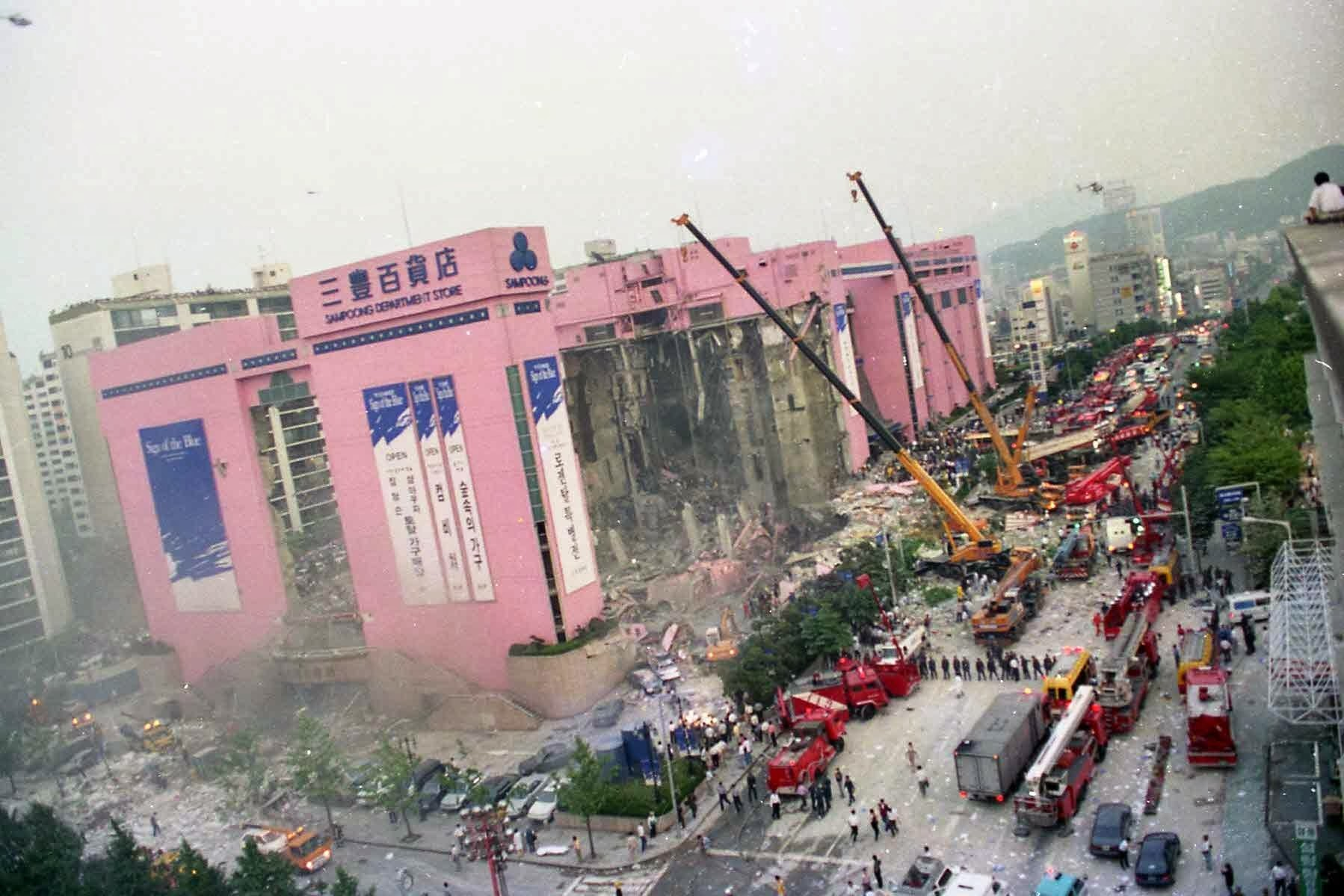
1995年三豐百貨店倒塌事故，曾是全球最严重的建筑物自行倒塌安全事故

- 1991年中国华东水灾
- 1991年至1995年克羅埃西亞獨立戰爭
- 1992年至1995年波士尼亞戰爭
- 1994年至1999年朝鲜苦难的行军
- 1994年盧安達大屠殺
- 1995年日本阪神大地震
- 1995年韓國三豐百貨店倒塌事故[28]
- 1996年至1999年科索沃戰爭
- 1996年恰尔基达德里撞机事件
- 1998年黑色五月暴動
- 1998年中國洪水
- 1999年台灣九二一大地震